# Dark Sun: Shattered Lands
Dark Sun: Shattered Lands — пошаговая ролевая игра, сюжет которой развивается в сеттинге Dark Sun ролевой системы Dungeons & Dragons. Она была выпущена для платформы DOS компанией Strategic Simulations, Inc. в 1993 году; позже были выпущены патчи, исправляющие ошибки в игре. В 1996 году была повторно выпущена на CD-ROM как часть AD&D Masterpiece Collection.
Продолжение игры, Dark Sun: Wake of the Ravager, вышло в 1994 году. В 1996 году начала работу MMORPG Dark Sun Online: Crimson Sands.

## Сюжет
Действие игры разворачивается в вымышленном апокалиптическом и враждебном пустынном мире Атас, в городе-государстве Драй, управляемом могущественным королём-колдуном. Поблизости находится несколько «вольных городов», которые существуют лишь благодаря тяжкому труду их граждан; город Драй стремится их уничтожить. Игрок управляет командой из четырёх гладиаторов, осуждённых биться насмерть на арене Драя, поэтому первой задачей становится побег. После побега команда должна объединить вольные города, чтобы они могли противостоять армии Драя.

## Игровой процесс
В игре используется вид сверху. Большая часть игры связана со взаимодействием с другими персонажами, вследствие чего серия Dark Sun более ориентирована на отыгрывание роли и менее — на обследование подземелий, чем более ранние игры серии Gold Box. Как и в других играх по вселенным Dungeons and Dragons, значительную роль играет бой. Бои Shattered Lands требуют стратегического мышления ввиду двухмерной пошаговой боевой системы. Нет похожих битв, а схватки с «боссами» часто включают противостояние большой армии. Для победы необходима правильная расстановка персонажей и использование заклинаний, позволяющих противостоять атаке с нескольких направлений.
Во вселенной Dark Sun используются необычные для других сеттингов Dungeons & Dragons правила создания персонажей, делающие их более могущественными: так, базовые значения характеристик определяются по схеме 4d4+4, а не 3d6. Shattered Lands включает элементы, уникальные для сеттинга Dark Sun: расы Мул и Три-Криин), а также псионические способности.

## Восприятие
Обзор игры был опубликован в 1994 году в журнале Dragon № 205 в колонке «Eye of the Monitor»; игра получила 3 из 5 звёзд.